# Cisalpinska Gallien

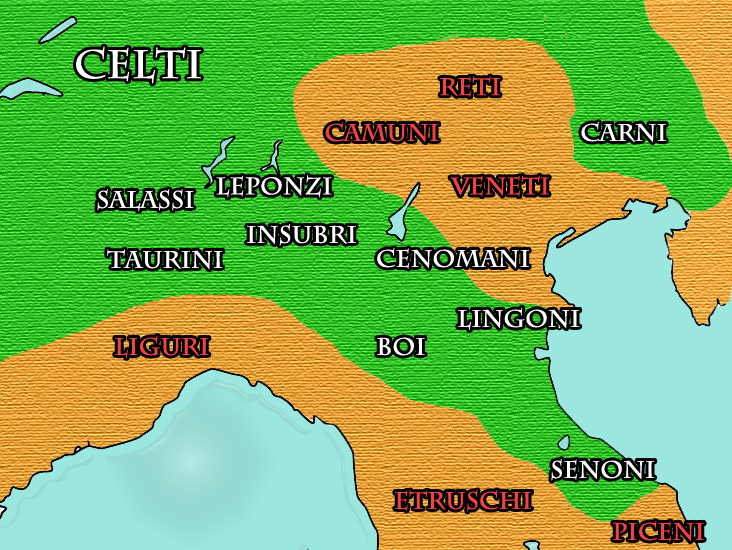
Folkslag i Gallia cisalpina.

Cisalpinska Gallien (latin: Gallia Cisalpina) betyder "Gallien på denna sidan Alperna" eller "Hitre Gallien" (latin) och användes av romarna för att beskriva det område i norra Italien som beboddes av galler. Efter andra puniska kriget (218–201 f.Kr.) utgjorde området en romersk provins till 42 f.Kr. då det förenades med Italien. Cirka år 7 e.Kr. blev området den åttonde regionen i Augustus regionsindelning av Apenninska halvön.